# Dennis Alas
Dennis Jonathan Alas Morales (San Salvador, 10 de enero de 1985) es un exfutbolista salvadoreño. Jugaba de centrocampista y su último equipo afiliado a la FIFA fue Club Deportivo Luis Ángel Firpo.

## Trayectoria
Inició su carrera en la Academia La Chelona de Jaime Rodríguez. Tras participar en la tercera división de El Salvador, jugó para el San Salvador FC, equipo con el que logró el campeonato del Torneo Clausura 2003.  Para 2008, Alas fue a los Estados Unidos y formó parte de las filas del Real Maryland Monarchs, de la USL Premier Development League. Desde el Torneo Apertura 2008, juega para CD Luis Ángel Firpo. Es hermano del futbolista Jaime Alas.
En febrero del año 2001, fue acusado ante los tribunales por el delito de estupro, en perjuicio de una joven. Alas se declaró culpable y admitió: "La verdad que gracias a Dios ya terminó este proceso dificultoso, se dañó la imagen de la menor y de su familia y como responsable asumí las consecuencias de todo esto". Fue condenado a tres años de cárcel, pero se le sustituyó esta pena por trabajos de utilidad social. 
Retornó al terreno de juego al cierre del Torneo Clausura 2013 y también logró la décima corona del equipo usuluteco y segunda de su récord personal, ante el Club Deportivo FAS (3:0).

### Selección nacional
Con la selección nacional salvadoreña, participó en varios combinados juveniles; y, a nivel mayor, fue convocado a la Copa Uncaf 2005, Copa Uncaf 2007, Copa Centroamericana 2011, Copa de Oro 2007, Copa de Oro 2009, y Copa de Oro 2011; además de las Clasificaciones de Concacaf para las Copas Mundiales de 2006, 2010, y 2014

### Suspensión de por vida
El 20 de septiembre de 2013, la Federación Salvadoreña de Fútbol le suspendió de por vida de toda actividad relacionada con este deporte, al haber sido inculpado por ser del otro bando de amaños en juegos de la selección nacional junto a otros trece futbolistas.

## Clubes
| Club                                   | País           | Año       | Partidos | Goles |
| -------------------------------------- | -------------- | --------- | -------- | ----- |
| San Salvador Fútbol Club               | El Salvador    | 2001-2007 | 156      | 14    |
| Real Maryland Football Club (Préstamo) | Estados Unidos | 2008      | 14       | 3     |
| Club Deportivo Luis Ángel Firpo        | El Salvador    | 2008-2013 | 164      | 44    |

### Carrera como legionario
| Club                                       | Div.                | Temporada           | Liga  | Liga  | Copas nacionales | Copas nacionales | Copas internacionales | Copas internacionales | Total | Total |
| Club                                       | Div.                | Temporada           | Part. | Goles | Part.            | Goles            | Part.                 | Goles                 | Part. | Goles |
| ------------------------------------------ | ------------------- | ------------------- | ----- | ----- | ---------------- | ---------------- | --------------------- | --------------------- | ----- | ----- |
| Real Maryland Football Club Estados Unidos | 3.ª                 | 2008                | 14    | 3     | -                | -                | -                     | -                     | 14    | 3     |
| Real Maryland Football Club Estados Unidos | Total               | Total               | 14    | 3     | 0                | 0                | 0                     | 0                     | 14    | 3     |
| Total en su carrera                        | Total en su carrera | Total en su carrera | 14    | 3     | 0                | 0                | 0                     | 0                     | 14    | 3     |

## Palmarés

### Trofeos nacionales
| Título          | Club             | País        | Año  |
| --------------- | ---------------- | ----------- | ---- |
| Torneo Clausura | San Salvador FC  | El Salvador | 2003 |
| Torneo Clausura | Luis Ángel Firpo | El Salvador | 2013 |